# Environment Protection and Biodiversity Conservation Act 1999
Le code conservation de protection de l'environnement et de biodiversité de 1999 (Environment Protection and Biodiversity Conservation Act 1999) ou EBPC act est un code de la fédération australienne qui fournit le cadre pour la protection de l'environnement, pour la gestion de la biodiversité et la gestion des zones protégées.

## Contenu
Il vise à établir un ensemble de processus pour aider à protéger les espèces existantes, à réintroduire les espèces menacées et à protéger les zones naturelles, actuellement en déclin.
Il est en application depuis le 17 juillet 2000.
La liste des espèces menacées est également dressées et sert de base à la politique de protection environnementale australienne. Ce code prévoit également les sanctions.

## Évaluation des résultats
En 2007, une commission relève que :
- La liste des espèces n'est pas mise à jour, ce qui ne permet pas de prendre des mesures efficaces rapidement
- Il y a des contradictions aux niveaux fédéral et régionaux sur ces listes.
- Les listes imparfaites peuvent conduire à des erreurs.
- Les fonds nécessaires à la bonne application de la loi ont plusieurs fois été insuffisant.
- Le Department of the Environment and Water Resources d'Australie a été peu actif.

### Source
- (en) Cet article est partiellement ou en totalité issu de l’article de Wikipédia en anglais intitulé « Environment Protection and Biodiversity Conservation Act 1999 » (voir la liste des auteurs).